# Trismegistia calderensis
Trismegistia calderensis är en bladmossart som beskrevs av Brotherus 1908. Trismegistia calderensis ingår i släktet Trismegistia och familjen Sematophyllaceae. Inga underarter finns listade i Catalogue of Life.